# Орёл-скоморох
Орёл-скоморох, или фигляр (лат. Terathopius ecaudatus), — вид птиц из семейства ястребиных. Является единственным видом рода Terathopius.

## Внешний вид
Длина взрослого самца — 56—75 см, размах крыльев — около 160—180 см, масса колеблется между 2 и 3 кг.
Перья головы, груди и шеи чёрные, блестящие. Крылья чёрные, несколько перьев сероватого оттенка. Спина чаще всего красновато-коричневая. Хвост очень короткий, перья хвоста красновато-коричневые.
Клюв оранжевого цвета, с чёрным концом.
Ноги голые, ярко-красного цвета.
Оперение самок орла-скомороха сходно с окраской перьев самцов, но у них сероватые с черными пестринами второстепенные маховые перья.
Птицы до года сильно отличаются оперением. Оно коричневое с сероватыми оттенками.

## Образ жизни
Орлы-скоморохи нередко собираются в стаи по 50 птиц. Большую часть времени проводят в небе. В полёте редко набирают скорость более 80 км/ч, что вызвано редкими взмахами крыльев.

### Размножение
Гнездо располагают на ветках акации или баобаба. Диаметр гнезда достигает 50—70 см.
Яйца 7,7×6,2 см, белые, покрытые красноватыми точками. Птенцы вылупляются через 6 недель после откладывания яиц. Молодые птицы коричневые, в белую крапинку, некоторые почти белые или коричневые. Начинают летать в возрасте трёх месяцев. Достигают половой зрелости в трёхлетнем возрасте, однако приобретают взрослую окраску лишь через шесть лет после рождения.

### Питание
Питаются мелкими млекопитающими (например мышами, крысами, кроликами), птицами (цесарками, птицами-носорогами), пресмыкающимися (шумящими гадюками).

## Ареал
Орлы-скоморохи обитают в Африке, южнее Сахары (от юга Мавритании, Сенегала, Мали и Гвинеи до центрального Судана, Эфиопии и запада Сомали). Также встречаются на юго-западе Аравийского полуострова.

## Фото
- В полёте

## Другое
Изображение фигляра присутствует на монете регулярного чекана 1 доллар Архивная копия от 13 апреля 2019 на Wayback Machine Республики Намибия.